# Jennifer Flavin
Jennifer Flavin Stallone (Los Angeles, Califórnia, 14 de agosto de 1968) é uma ex-modelo e atriz estadunidense, esposa do ator Sylvester Stallone desde 1997.

## Biografia
Flavin cresceu em West Hill, um distrito de Los Angeles, e actualmente vive em Beverly Crest, um bairro da mesma cidade. Ela tem seis irmãos, duas irmãs Tricia e Julie, e quatro irmãos, Tom, Pat, Shannon e Mitch. Frequentou El Camino Real High School em Woodland Hills. Seu pai morreu quando tinha 12 anos de idade deixando sua mãe a cuidar de 7 filhos. Começou sua carreira de modelo aos 19 anos na Elite Model Management.

### Carreira
Flavin apareceu como ela mesma em múltiplas entrevistas em estilo documentário, em diversos programas, incluindo  Hollywood Women, Good Day Live, American Gladiator, e The Contender – um reality show sobre boxe onde conheceu  Stallone. Ela também fez uma breve aparição no Rocky V.
Flavin é também o co-fundadora de uma empresa que vende tratamentos de beleza e cosméticos por meio do Home Shopping Network.

## Vida pessoal
Flavin conheceu Sylvester Stallone em um restaurante em Beverly Hills, quando ela tinha 20 (em 1988). Eles se casaram em 17 de maio de 1997 em um cerimônia civil em The Dorchester Hotel em Londres, Inglaterra, seguido de uma cerimônia na capela Blenheim Palace em Oxford. Juntos, eles tiveram três filhas, Sophia Rose (n. 27 de agosto, 1996), Sistine Rose (n. 27 de junho, 1998) e Scarlet Rose (n. 25 de maio de 2002).